# Aplanodema lomii
Aplanodema lomii är en skalbaggsart som först beskrevs av Stefan von Breuning 1938.  Aplanodema lomii ingår i släktet Aplanodema och familjen långhorningar. Inga underarter finns listade i Catalogue of Life.